# Grande área

Ilustração mostrando um campo de futebol; as grandes áreas são as maiores das duas regiões retangulares que cercam os gols, em ambas as extremidades do campo.

Grande área é uma das duas áreas que antecedem o gol num campo de futebol. Tem um formato retangular, e se estende por 16,5 metros a cada um dos lados do gol, e 16,5 à sua frente. Dentro da grande área está a marca do pênalti, a 11 metros da linha do gol, diretamente alinhada com o seu centro. Um arco situa-se adjacente à grande área, demarcando o espaço a 9,15 metros da marca do pênalti; este arco, conhecido como meia-lua, não faz parte na grande área, e tem relevância apenas durante as cobranças da penalidade máxima.
Anteriormente as grandes áreas cobriam uma parte muito maior do campo, porém foram reduzidas às suas dimensões atuais em 1901.

## Funções

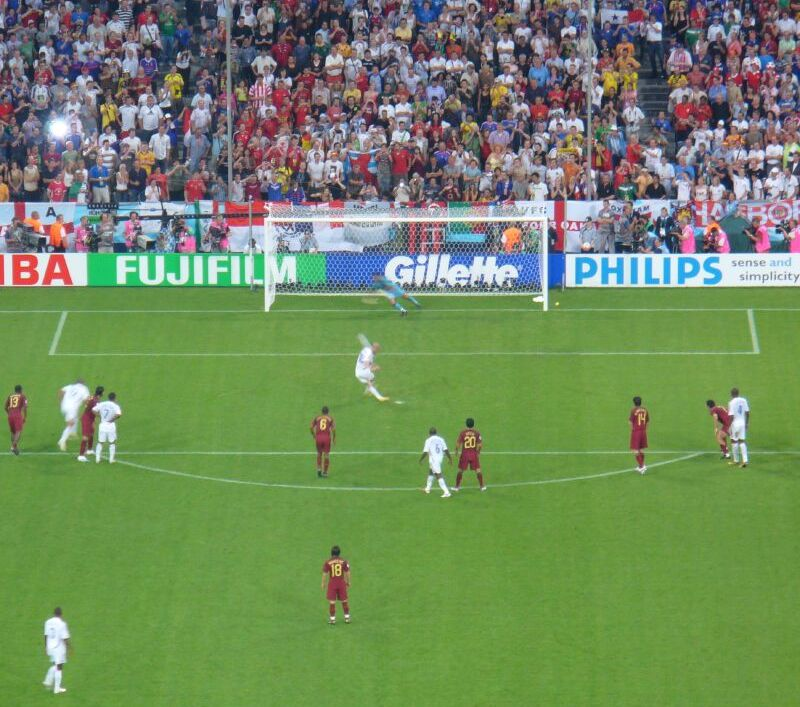
Jogador cobrando um pênalti dentro da grande área.

Faltas puníveis por um tiro livre direto (por exemplo, colocar a mão na bola e a maior parte das faltas físicas) cometidas dentro da grande área pela equipe que se defende são penalizadas com uma cobrança de tiro livre direto para o time adversário, a partir da marca do pênalti.
A grande área também tem outras funções, como:
- Goleiros: a área delimita o espaço no qual um goleiro pode tocar a bola com as mãos;
- Tiros de metas: a bola não está em jogo até ter deixado a grande área após a cobrança de um tiro de meta, e os jogadores adversários devem permanecer fora dela até que isto ocorra;
- Tiros livre diretos e indiretos cobrados pela defesa: novamente, a bola não está em jogo até ter abandonado a área, depois da cobrança, e os jogadores adversários devem permanecer fora dela até que isto ocorra.
- Cobrança de pênaltis: todos os jogadores além do cobrador e do goleiro devem permanecer fora da área (e da meia-lua) até que a cobrança tenha sido efetuada.